# Sotérichos Panteugénos
Pour les articles homonymes, voir Sotérichos.
Sotérichos Panteugénos (en grec Σωτήριχος Παντεύγενος) est un ecclésiastique et théologien byzantin du XIIe siècle.

## Carrière
Il apparaît, comme diacre de la cathédrale Sainte-Sophie de Constantinople, après la mort du patriarche Théodote II (intervenue fin 1153 ou début 1154). Trois prélats (les métropolites de Sidé et d'Héraclée et l'archevêque de Chypre) auraient observé que peu de temps avant sa mort, une de ses mains était devenue noire ; six mois plus tard, Panteugénos, s'appuyant sur l'observation d'autres cadavres, prétendit que c'était un signe certain de bogomilisme et prit la tête d'un mouvement dans le clergé de Sainte-Sophie refusant que l'Église paie pour les funérailles de Théodote. Georges Tornikès, qui était alors hypomnêmatographos du patriarcat (c'est-à-dire responsable de la rédaction des documents officiels), prit la défense du défunt, soutenu notamment par le métropolite d'Athènes, Georges Bourtzès. Panteugénos riposta en dénonçant l'existence d'un clan bogomile dans le patriarcat.
Peu après (sans doute vers la fin 1155), Panteugénos fut élu patriarche d'Antioche (« ὑποψήφιος », c'est-à-dire non encore intronisé), en même temps que Georges Tornikès devenait métropolite d'Éphèse. Une autre affaire éclata dans le clergé de Sainte-Sophie : un conflit opposait un diacre nommé Basile, chargé de prônes dans les églises de la capitale, et un parti composé notamment de Michel, neveu du métropolite de Thessalonique et didascale des Évangiles à l'École patriarcale, et de Nicéphore Basilakès, qui était didascale de l'Apôtre ; selon Jean Cinnamus, les deux derniers assistèrent à un prône du premier dans l'église Saint-Jean-l'Évangéliste de l'Hebdomon et relevèrent un passage où il disait que le Fils et le Saint-Esprit ne faisaient qu'un et recevaient le sacrifice de l'eucharistie avec le Père. Ils soutinrent que cette formulation supposait dans le Christ deux « hypostases » (celle qui offre le sacrifice et celle qui le reçoit), ce qui caractérise le nestorianisme. Basile maintint (contre les deux exégètes officiels) que le Christ à la fois offrait et recevait le sacrifice, et la controverse devint publique, au point que Basile fut suspendu. Le métropolite Constantin de Kiev, nouvellement désigné et qui allait partir pour son siège, réclama une réunion urgente du synode, qui se tint le 26 janvier 1156, en présence de trois juges civils. Constantin déclara que selon lui le sacrifice était offert aux trois personnes de la Trinité ; les autres métropolites présents approuvèrent, puis les dignitaires civils, puis des membres du clergé patriarcal, dont Michel lui-même, qui entretemps était devenu πρωτέκδικος (premier avocat de l'Église), et qui admit simplement qu'il s'était trompé. Le métropolite de Dyrrachium fit constituer un dossier écrit sur la question.
Mais Nicéphore Basilakès ne s'était pas rétracté, et c'est alors que Panteugénos entra dans cette controverse : il publia un dialogue, que Jean Cinnamus dit inspiré de ceux de Platon, et dont le texte a été conservé par Nicétas Choniatès dans son Trésor de la foi orthodoxe. Il y affirme que la formule de la liturgie de saint Basile (« Σὺ ὁ προσφέρων καὶ προσφερόμενος καὶ προσδεχόμενος », « Toi qui offres, qui est offert, et qui reçois ») pourrait être entendue dans un sens nestorien ; qu'il faut comprendre que le Christ offre son humanité « théandrique », non pas à la nature divine de la Trinité, mais à la personne du Père ; on doit selon lui faire cette distinction pour échapper également au sabellianisme, mais sa position put tomber sous l'accusation de trithéisme.
Invité par le synode perpétuel à s'expliquer, il rédigea une Apologie où il demandait que la question fût tranchée devant l'empereur, ou à défaut devant un concile mixte constitué de dignitaires civils et ecclésiastiques, et dans l'église du monastère des Hodèges (résidence des patriarches melkites d'Antioche en exil à Constantinople). L'empereur Manuel Ier convoqua un concile dans le palais des Blachernes le 12 mai 1157 ; étaient présents l'empereur lui-même, quinze hauts dignitaires civils, les patriarches de Constantinople (Constantin IV Chliarénos) et de Jérusalem (Jean IX Merkouropoulos) et quarante-deux autres métropolites et évêques. Le souverain présida lui-même les débats. Les diacres de Sainte-Sophie furent interrogés d'abord, et c'est alors que Nicéphore Basilakès capitula. Panteugénos fut ensuite longuement questionné sur ses positions, et il finit par rédiger une profession de foi écrite. Mais ensuite, quand on en vint aux décisions à prendre à son sujet, l'assemblée se divisa et on reporta au lendemain. Le 13, Panteugénos refusa de quitter sa résidence des Hodêgôn ; trois métropolites et un juge civil lui furent envoyés en délégation avec une lettre, mais il répondit qu'il était malade. Le concile le déclara hérétique, annula son élection au patriarcat (sans qu'il eût été intronisé) et l'exclut des ordres.
L'évêque et théologien contemporain Nicolas de Méthone (conseiller de l'empereur Manuel Ier) a composé trois discours pour réfuter les vues de Sotérichos Panteugénos sur l'eucharistie.